# 義王市

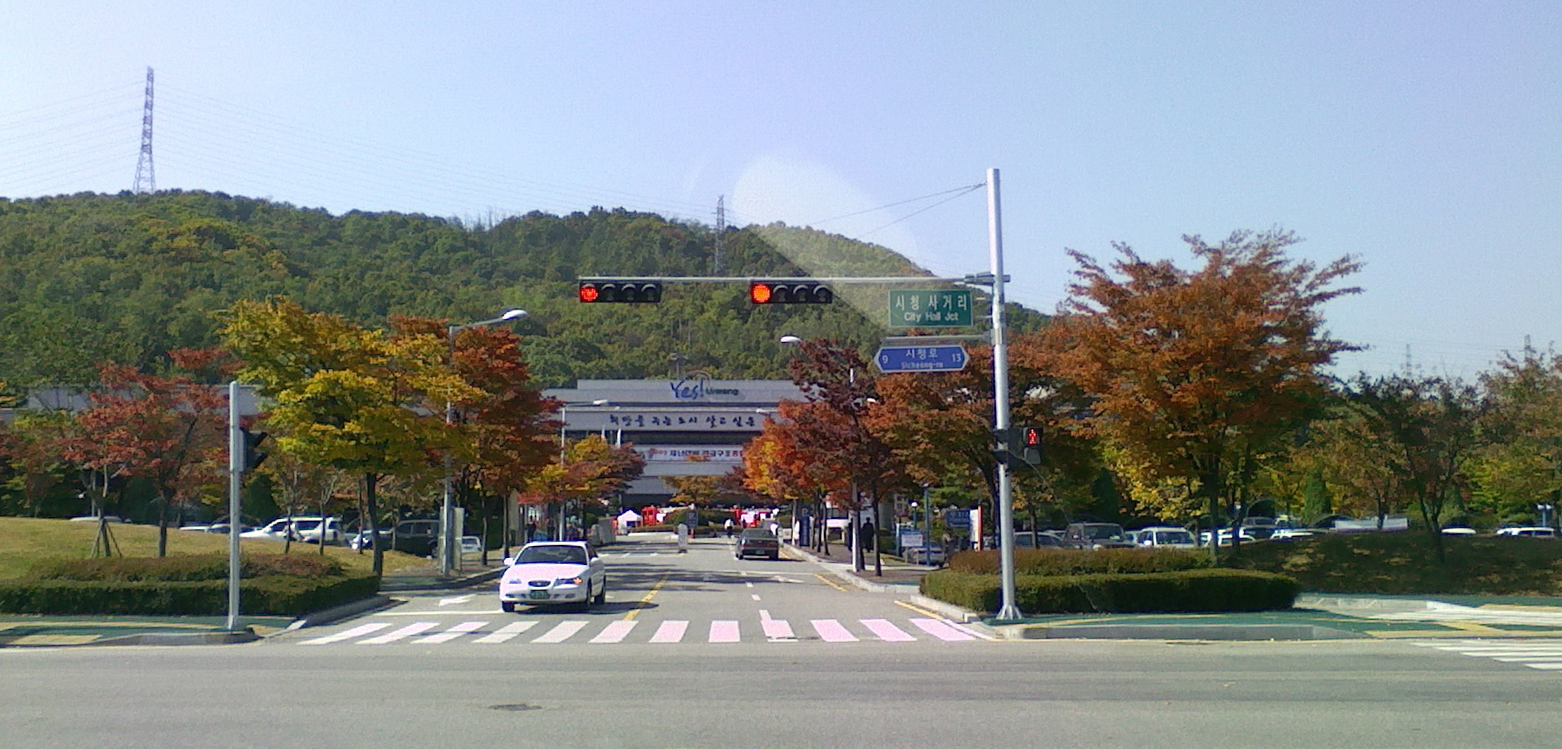
義王市庁

義王市（ウィワンし）は、大韓民国京畿道の東南部にある都市である。鉄道博物館がある。2007年2月までの漢字表記は儀旺市であった。

## 歴史
- 1895年 - 広州牧を広州郡に変更。
- 1914年 - 広州郡義谷面・王倫面が合併し、水原郡儀旺面となる。
- 1936年 - 儀旺面が日荊面と合併し、水原郡日旺面となる。
- 1949年 - 水原郡の改称に伴い、華城郡日旺面となる。
- 1963年1月1日 - 始興郡に編入。日旺面の一部が儀旺面に名称変更。
- 1980年12月1日 - 儀旺面が儀旺邑に昇格。
- 1989年1月1日 - 始興郡儀旺邑が儀旺市に昇格。
- 1994年 - 安養市東安区の一部を編入。
- 2007年2月20日 - 漢字表記を儀旺市から義王市に改称。
- 2013年2月2日 - 水原市勧善区・長安区の各一部を編入。

## 行政

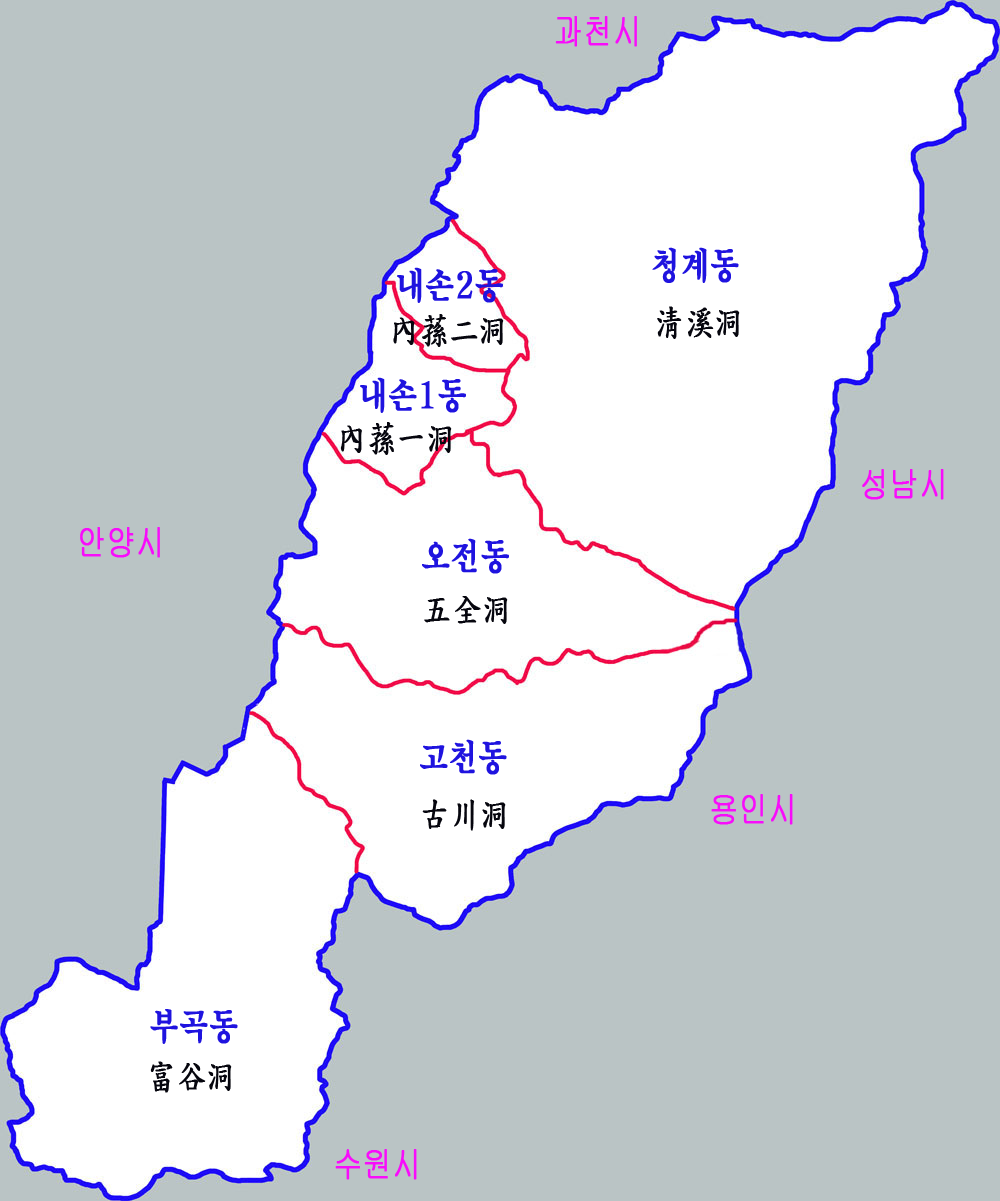
行政区域図

### 下位行政区画
| 行政洞  | 法定洞                         |
| ------- | ------------------------------ |
| 古川洞  | 古川洞、旺谷洞、五全洞         |
| 内蓀1洞 | 内蓀洞、浦一洞                 |
| 内蓀2洞 | 内蓀洞、浦一洞                 |
| 富谷洞  | 二洞、三洞、月岩洞、草坪洞     |
| 五全洞  | 五全洞                         |
| 清渓洞  | 鶴儀洞、内蓀洞、清渓洞、浦一洞 |

### 警察
- 義王警察署

### 消防
- 義王消防署

## 教育
専門大学
- 韓国交通大学校 義王キャンパス

## 姉妹都市
国内
- 大邱市南区
- 仁川市富平区
- 光州市北区
- 大田市儒城区
- 蔚山市北区
- 江原特別自治道平昌郡
- 忠清南道錦山郡
- 忠清北道忠州市
- 全羅南道莞島郡
- 全羅北道茂朱郡
- 慶尚南道固城郡
- 慶尚北道軍威郡
- 済州特別自治道西帰浦市
- 忠清北道槐山郡

国外
- アーカンソー州ノースリトルロック
- 千葉県君津市

## 交通

### 鉄道
- 京釜電鉄線
  - 義王駅
- 南部貨物基地線（貨物線）
  - 義王駅 - 五峯駅

### 高速道路
- ソウル外郭循環高速道路
  - 鶴儀ジャンクション - 清渓料金所
- 嶺東高速道路
  - 富谷インターチェンジ
- 第二京仁高速道路
  - 北義王インターチェンジ - 北清渓インターチェンジ

### 国道
- 国道1号
- 国道47号線 (韓国)（朝鮮語版）

## 外部サイト
- 義王市公式サイト （韓国語）
- 義王市公式サイト （日本語）